# 신베트
신베트(영어: Shin Bet, Israel Security Agency, ISA) 또는 샤바크(히브리어: שב"כ, 영어: Shabak)는 이스라엘의 첩보 기관이다. 쉐루트 비타혼 클랄리 (도움말·정보) (צבא ההגנה לישראל)의 약자이며 모토는 מגן ולא יראה이고 한국어로 보이지 않을 방패를 의미한다. 해외 정보를 담당하는 모사드와 군사정보를 담당하는 아만과 함께 이스라엘 3대 정보 기관중의 하나이며 규모는 대략 5천여명이다.

## 역사
이스라엘이 독립을 선언한 후 샤바크는 이스라엘 방위군의 일부로 창설되었으나 현재 샤바크의 첩보 활동은 이스라엘의 총리가 지휘한다. 훗날 모사드의 우두머리가 된 이세 하렐이 샤바크로 이끌었다. 제1차 중동 전쟁당시 국내 보장을 담당했다. 전쟁이 끝난 후 샤바크는 간첩 대책과 아랍계 이스라엘인들의 감시를 맡게 되었다. 냉전당시 실제 전쟁으로 이어질 것을 우려해 미국의 동맹국이었던 이스라엘대신 소련을 지지하는 정치인들을 감시하기도 했었다. 1956년 니키타 흐루쇼프의 비밀 연설을 입수하고 1961년에는 소련의 간첩이었던 이스라엘 바를 검거하는 등 성공을 거두었다. 바는 이스라엘의 최초 총리였던 데이비드 벤구리온과 가까운 친구사이였으며 다른 높은 지위의 정치인들과도 관련되어있는 것으로 알려지고있다. 1967년 제3차 중동전쟁때 팔레스타인 해방기구의 기지를 요르단으로 몰아내기도했다. 제3차 중동전쟁이 끝난후 테러리스트 활동을 예방하기 위해 요르단강 서안 지구와 가자 지구를 감시하기 시작했다.
샤바크의 활동은 논란의 여지가 되기도 했다. 1984년 4월 이스라엘군이 가자지구에서 네 명의 팔레스타인인들이 납치한 버스를 다시 되찾았다. 이 과정에서 네 명 중 두 명이 생존했지만 이들이 재판을 받기 전에 샤바크의 첩보원들이 사망할 때까지 폭행했다. 이 사건이 이스라엘 언론에게 알려지자 애초에는 이스라엘군이 테러범에게서로부터 버스를 사수하려는 과정에서 죽었다고 부인했으나 얼마 되지 않아 팔레스타인인들이 부상되지 않은 상태로 버스에서 내리는 사진이 공개되었다. 더불어 첩보원들은 그 당시 샤바크의 우두머리였던 아브람 샬롬의 명령아래 행동했다는 것이 알려졌고 이 사건의 진상을 은폐하기 위해 샤바크의 첩보원들은 거짓 증언을 했다는 게 밝혀져 샬롬은 사직했다. 1995년에는 이스라엘의 총리였던 이츠하크 라빈이 극우파 이갈 아미르의 손에 암살당하자 라빈을 보호하지 못한 이유로 카르미 길론은 사직해야했고 이 사건을 통해 기관내의 부실한 점들이 드러났다. 샤바크의 첩보원이었던 아비샤이 라비브가 아미르에게 암살을 부추긴 것이 공개되기도 했다. 팔레스타인 출신의 피의자를 심문할 때 샤바크 기술이라고 불리는 고문 기술을 사용해 비난을 사기도 했다. 샤바크 기술은 피의자를 작고 낮은 의자에 수갑으로 결박한후 가슴과 허벅지 근처부분을 발로 차는 것을 의미한다. 1999년 9월 6일 이스라엘 대법원은 이 기술을 전면 금지했다.

## 같이 보기
- 모사드
- 이스라엘 방위군